# 山田胡瓜
山田 胡瓜（やまだ きゅうり）とは、日本の漫画家。漫画家となる前はIT分野の記者であった。

## プロフィール
神奈川県出身。子供の頃から絵を描くのが好きで漫画家を志望していた。読んでいた漫画雑誌は『月刊コロコロコミック』（小学館）や『コミックボンボン』（講談社）が多く、当時「黄金時代」と呼ばれた『週刊少年ジャンプ』（集英社）は読んでいなかった。ただし、ジャンプ作品でも『SLAM DUNK』や『ドラゴンボール』はクラスメイトから借りたり、コミックスを購入するなどして読んでいた。
中学、高校は運動部に所属しており、漫画執筆からは遠ざかっていたが、浦沢直樹、江口寿史、手塚治虫の『火の鳥』、宮崎駿の『風の谷のナウシカ』に影響を受ける。
早稲田大学へ進学するが漫研には所属せずに在学中に3作品くらいを執筆する。最初の作品を浦沢直樹が連載していたということで『ビッグコミックスピリッツ』（小学館）編集部へ持ち込みを行う。賞は獲得できなかったものの、担当編集が付くことになった。しかし、就職の時期となり、漫画家になることを保留。大学で開催された就職合同説明会でITmediaの人間から声をかけられたことで、ITについては何も知らなかったにもかかわらず、6年ほどをIT記者として過ごした。IT記者時代の経験が後に連載作となる『バイナリ畑でつかまえて』『AIの遺電子』の執筆に活きてくることになる。
IT記者の傍ら週末を利用して漫画執筆を再開し、『月刊アフタヌーン』（講談社）に持ち込み、2007年にアフタヌーン四季賞の佳作を受賞する。2012年には『勉強ロック』でアフタヌーン四季賞で四季大賞を受賞した。四季大賞受賞を機にITmediaを辞め、漫画家としての活動に比重を置くことになる。
2013年より『ITmedia PC USER』で連載する『バイナリ畑でつかまえて』は、2015年に販売されたコミックスのKindle版がAmazonコンピュータ・ITランキングで1位を獲得する。2015年11月から2017年8月まで『週刊少年チャンピオン』（秋田書店）に『AIの遺電子』を、2017年10月から『別冊少年チャンピオン』（同社刊）で続編の『AIの遺電子 RED QUEEN』、『AIの遺電子 Blue Age』を連載。2018年、『AIの遺電子』で第21回文化庁メディア芸術祭マンガ部門優秀賞を受賞する。

## 執筆方法
『AIの遺電子』連載開始直前に行われたPonanza開発者である山本一成の対談において、ペン画をアナログで描き、スキャナで取り込んだ後に、デジタルで仕上げ作業をすることを山田は語っている。以前は山田1人で執筆していたが、『AIの遺電子』を週刊連載するにあたってアシスタントを雇用することになった。互い在宅勤務であり、ネットワーク上の共有フォルダを介して執筆作業をしている。

## 作品リスト

### 漫画作品
- 『バイナリ畑でつかまえて』
  - Kindle版 2015年9月6日（自主出版）
  - コミックス 2016年8月2日、アスペクト、ISBN 978-4-7572-2458-2
    - Ponanza開発者である山本一成との対談を収録。帯文は川上量生。
- 『AIの遺電子』
  - コミックス全8巻
    - うち1編「海の住人」は、アンソロジー『行き先は特異点（年刊日本SF傑作選）』（東京創元社、2017年7月、ISBN 978-4-488-73410-7）にも再収録された。
- 『AIの遺電子 RED QUEEN』
  - 『AIの遺電子』の続編
  - コミックス全5巻
- 『AIの遺電子 Blue Age』
  - 『AIの遺電子』の続編
  - コミックス全9巻
- 『真の安らぎはこの世になく -シン・仮面ライダー SHOCKER SIDE-』
  - 漫画脚本担当[6]。原作：石ノ森章太郎、脚本：庵野秀明、監修：八手三郎、作画：藤村緋二[6]。『週刊ヤングジャンプ』2023年4・5合併号[6] - 2025年25号。

### イラスト
- 『ITエンジニア小説 鼠と竜のゲーム 高村ミスズ女史の事件簿』リーベルG（アイティメディア、2013年10月25日、電子書籍） - 表紙イラスト[7]
- Aile The Shota「No Frontier」（2023年） - ジャケット描きおろし[8]

### 映画
- シン・仮面ライダー（2023年）- 脚本協力